# Flagge Breslaus

Flagge Breslaus (Wrocław) mit Wappen

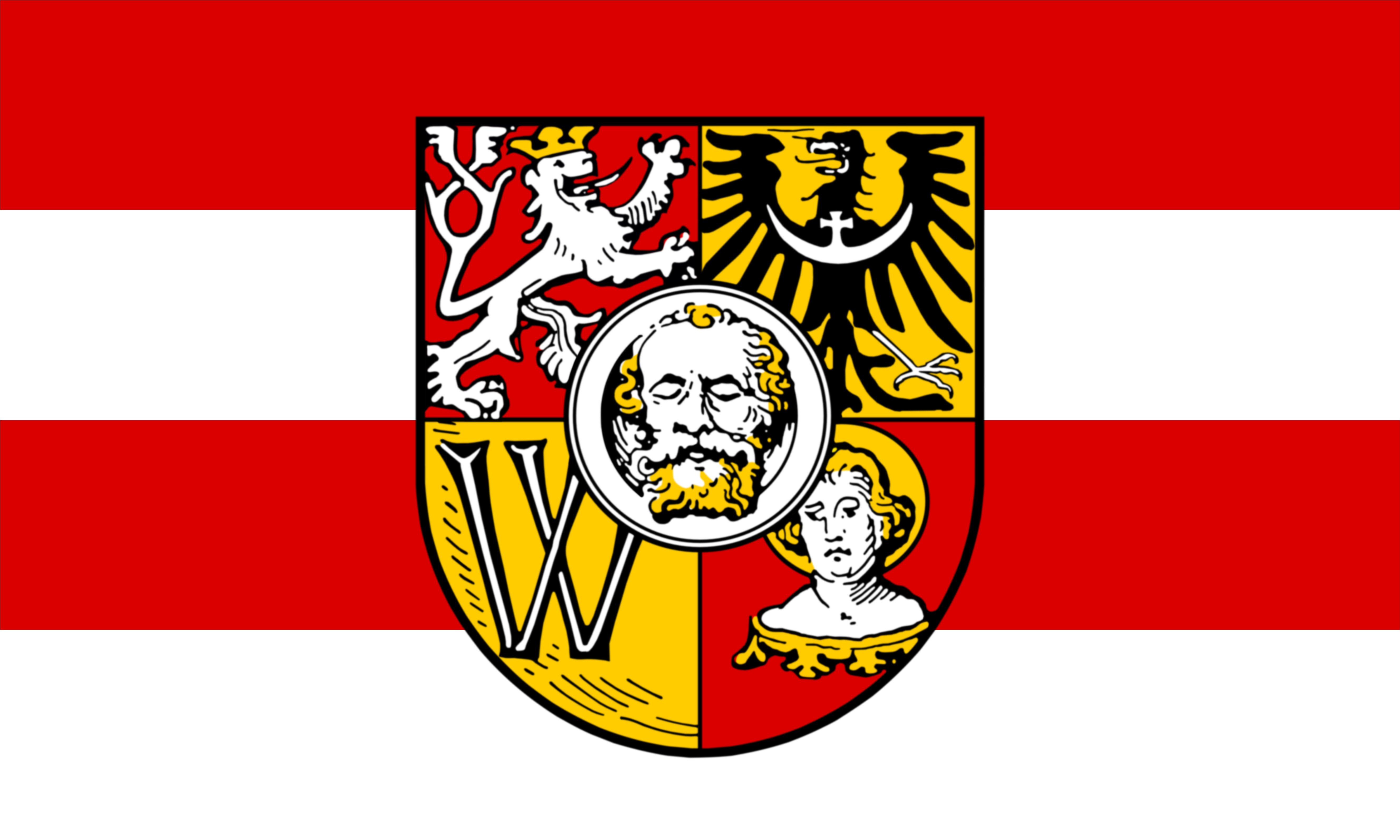
Flagge Breslaus vor 1938

Die Flagge Breslaus ist ein offizielles Symbol der Stadt Breslau.

## Beschreibung

### Flagge Breslaus (vor 1938)
Die Flagge ist in vier gleich breite Streifen geteilt. Die Farben sind rot/weiß/rot/weiß mit dem Wappen der Stadt in der Mitte.

### Flagge Breslaus (Wrocław)
Die Flagge der Stadt Breslau zeigt die Farben Rot und Gold in zwei gleich breiten Längsstreifen. Gold kann durch Gelb ersetzt werden.